# لاديسلاف بيتراس
لاديسلاف بيتراس ، من مواليد 1 ديسمبر 1946 ، لاعب كرة قدم تشيكوسلوفاكي سابق.
لعب مع منتخب تشيكوسلوفاكيا لكرة القدم.

## روابط خارجية
- لاديسلاف بيتراس على موقع الاتحاد الدولي (مؤرشف)  (الإنجليزية)
- لاديسلاف بيتراس على موقع الاتحاد الأوربي (الإنجليزية)
- لاديسلاف بيتراس على موقع قاعدة بيانات كرة القدم.إي يو (الإنجليزية)
- لاديسلاف بيتراس على موقع ناشيونال فوتبول تيمز (الإنجليزية)
- لاديسلاف بيتراس على موقع كووورة
- لاديسلاف بيتراس على موقع اللجنة الأولمبية الدولية (الإنجليزية)
- لاديسلاف بيتراس على موقع أوليمبيديا (الإنجليزية)
- لاديسلاف بيتراس على موقع اللجنة الأولمبية التشيكية (التشيكية)
- لاديسلاف بيتراس على موقع اللجنة الأولمبية السلوفاكية (السلوفاكية)